# 遠藤久夫
遠藤 久夫（えんどう ひさお、1954年10月 - ）は、日本の経済学者。専門は、医療経済学・医療政策論・非営利組織。国立社会保障・人口問題研究所長、厚生労働省社会保障審議会会長、医療経済学会会長。元厚生労働省中央社会保険医療協議会会長。

## 経歴
東京都生まれ。1980年、横浜国立大学経済学部経済学科卒業。1984年、慶應義塾大学大学院経営管理研究科修士課程修了。1988年、一橋大学大学院商学研究科博士課程単位取得退学。指導教官は金子郁容。
東海大学政治経済学部助教授を経て1997年から学習院大学経済学部経営学科教授。2003年 - 2007年 学習院大学学生部長。京都大学大学院医学研究科非常勤講師。2017年4月から国立社会保障・人口問題研究所所長。2020年4月学習院大学経済学部教授。
2005年 - 2011年 厚生労働省中央社会保険医療協議会委員（公益担当：2008年4月 - 2011年3月 同協議会会長）。医療経済学会会長。2012年11月内閣社会保障制度改革国民会議会長代理。2019年2月厚生労働省社会保障審議会会長。その他、社会保障審議会医療保険部会長、同介護保険部会長、同療養病床の在り方等に関する特別部会長、医療計画の見直し等に関する検討会座長等を歴任。

## 人物
中医協公益委員として、2007年総会で、地方の病院や勤務医の負担が増えていることを指摘し診療報酬改定の引き上げを主張するなどし、2008年4月には会長に就任。2008年5月30日に舛添要一厚生労働大臣が「中医協の診療報酬配分の決定には透明性がない」と発言したことを受け、6月4日の総会の冒頭で「不透明な点はなく、大変困惑している」と述べた。

## 業績
- 『医療保険・診療報酬制度』 / 遠藤久夫, 池上直己編著. -- 勁草書房, 2005. --（講座医療経済・政策学 ; 第2巻）
- 医師や看護師の人手不足が発生していること （特集 ここにもあった労働問題） -- （規制と労働）『日本労働研究雑誌』 49(4) （通号 561）,28～32,2007/4(ISSN 09163808) （労働政策研究・研修機構）
- 介護保険の利用実態と介護サービスの公平性に関する研究『医療経済研究』 19(2),147～167,2007(ISSN 1340895X) （医療経済学会, 医療経済研究機構 編/医療経済研究機構）
- 医療技術の評価と混合診療の課題（特別企画 日本の医療制度についての諸問題,第106回日本外科学会定期学術集会記録)『日本外科学会雑誌』 107（臨時増刊号_3）,14-15,20060825(ISSN 03014894) （社団法人日本外科学会）
- インタビュー 平成18年診療報酬改定における「患者の視点の重視」 （特集 医療のパフォーマンス評価）『病院』 65(7),553～556,2006/7(ISSN 03852377) （医学書院）
- インタビュー 遠藤久夫氏（中医協・診療報酬改定結果検証部会長） 平成19年の夏頃を目途に検証結果のとりまとめを『週刊社会保障』 60(2384),34～35,2006/6/5（ISSN 13435736） （法研）
- 医療保険制度の課題 : 診療報酬制度の課題と混合診療問題の整理『日本外科学会雑誌』 107(臨時増刊号_2),51,20060305(ISSN 03014894) （社団法人日本外科学会）
- 混合診療解禁の意味と課題 （特集 混合診療は国民のためになるか）『LRL 』(8),9～12,2005/12（全労済協会）